# Dennis Geiger
Dennis Geiger (ur. 10 czerwca 1998 w Mosbach) – niemiecki piłkarz grający na pozycji pomocnika. Od 2009 roku jest zawodnikiem TSG 1899 Hoffenheim.

## Życiorys
W czasach juniorskich trenował w SV Alemannia Sattelbach i TSG 1899 Hoffenheim. W 2016 roku dołączył do drużyny rezerw tego ostatniego. W sezonie 2016/2017 rozegrał 25 meczów w rozgrywkach Regionalliga Südwest, w których zdobył 5 bramek. Przed sezonem 2017/2018 został członkiem kadry pierwszego zespołu. W Bundeslidze zadebiutował 19 sierpnia 2017 w wygranym 1:0 meczu z Werderem Brema. Grał w nim do 74. minuty, po czym został zmieniony przez Eugena Polanskiego.

## Statystyki kariery
(aktualne na dzień 25 kwietnia 2019)
| Klub                   | Sezon     | Liga    | Liga                 | Liga  | Liga | Puchar krajowy | Puchar krajowy | Rozgrywki europejskie | Rozgrywki europejskie | W sumie | W sumie |
| Klub                   | Sezon     | Liga    | Liga                 | Mecze | Gole | Mecze          | Gole           | Mecze                 | Gole                  | Mecze   | Gole    |
| ---------------------- | --------- | ------- | -------------------- | ----- | ---- | -------------- | -------------- | --------------------- | --------------------- | ------- | ------- |
| TSG 1899 Hoffenheim II | 2016/2017 | Niemcy  | Regionalliga Südwest | 25    | 5    | –              | –              | –                     | –                     | 25      | 5       |
| TSG 1899 Hoffenheim    | 2017/2018 | Niemcy  | Bundesliga           | 21    | 2    | 1              | 0              | 5                     | 0                     | 23      | 2       |
| TSG 1899 Hoffenheim    | 2018/2019 | Niemcy  | Bundesliga           | 4     | 0    | 0              | 0              | 1                     | 0                     | 5       | 0       |
| W sumie                | W sumie   | W sumie | W sumie              | 50    | 7    | 1              | 0              | 6                     | 0                     | 57      | 7       |